# Pedinolejeunea desciscens
Pedinolejeunea desciscens là một loài Rêu trong họ Lejeuneaceae. Loài này được (Stephani) But & P.C. Wu mô tả khoa học đầu tiên.